# Florentin-la-Capelle
Florentin-la-Capelle è un comune francese di 339 abitanti situato nel dipartimento dell'Aveyron nella regione dell'Occitania.

## Società

### Evoluzione demografica
Abitanti censiti